# Kanton Langon
Der Kanton Langon war bis 2015 ein französischer Wahlkreis im Arrondissement Langon, im Département Gironde und in der Region Aquitanien; sein Hauptort war Langon, Vertreter im Generalrat des Départements war zuletzt von 2001 bis 2015, wiedergewählt 2008, Pierre Augey. 
Der 13 Gemeinden umfassende Kanton war 130,77 km² groß und hatte 19.270 Einwohner (Stand: 2012).

## Gemeinden
| Gemeinde                | Einwohner Jahr | Fläche km² | Bevölkerungsdichte | Postleitzahl | Code INSEE |
| ----------------------- | -------------- | ---------- | ------------------ | ------------ | ---------- |
| Bieujac                 | 528 (2013)     | –          | – Einw./km²        | 33210        | 33050      |
| Bommes                  | 529 (2013)     | –          | – Einw./km²        | 33210        | 33060      |
| Castets-en-Dorthe       | 1182 (2013)    | –          | – Einw./km²        | 33210        | 33106      |
| Fargues                 | 1528 (2013)    | –          | – Einw./km²        | 33210        | 33164      |
| Langon                  | 7418 (2013)    | –          | – Einw./km²        | 33210        | 33227      |
| Léogeats                | 795 (2013)     | –          | – Einw./km²        | 33210        | 33237      |
| Mazères                 | 740 (2013)     | –          | – Einw./km²        | 33210        | 33279      |
| Roaillan                | 1533 (2013)    | –          | – Einw./km²        | 33210        | 33357      |
| Saint-Loubert           | 221 (2013)     | –          | – Einw./km²        | 33210        | 33432      |
| Saint-Pardon-de-Conques | 562 (2013)     | –          | – Einw./km²        | 33210        | 33457      |
| Saint-Pierre-de-Mons    | 1135 (2013)    | –          | – Einw./km²        | 33210        | 33465      |
| Sauternes               | 762 (2013)     | –          | – Einw./km²        | 33210        | 33504      |
| Toulenne                | 2555 (2013)    | –          | – Einw./km²        | 33210        | 33533      |

## Bevölkerungsentwicklung
| 1962   | 1968   | 1975   | 1982   | 1990   | 1999   |
| ------ | ------ | ------ | ------ | ------ | ------ |
| 10.917 | 11.500 | 11.818 | 13.091 | 14.098 | 15.211 |